# Островський Зіновій Лазарович
Островський Зіновій Лазарович  (1930—1996) — радянський і український редактор, сценарист, критик.
Народ. 5 жовтня 1930 р. в Києві. Закінчив філологічний факультет Одеського університету ім. І.Мечникова (1953) та сценарний факультет Всесоюзного державного інституту кінематографії (1967). Працював у школі, на телебаченні, в газеті. З 1959 р. був редактором і сценаристом Одеської студії художніх фільмів.
Автор книги «Одесса. Море. Кино: Страницы истории далекой и близкой» (Одеса, 1989), статей у журналах і газетах.
Був членом Спілки кінематографістів України.
Помер 7 серпня 1996 р. в Одесі. 
Вів стрічки: «Мрії збуваються», «Одеса» (1960), «Машини — помічники вантажника» (1961), «Біля Кременчуцького моря», «Майстри високих урожаїв» (1962), «Силос — цілий рік» (1963), «Дружна сім'я» (1964), «Пам'ятаю» (1965), «Увага! Радіоактивна небезпека!» (1966), «Полезахисні смуги» (1967), «Технологія земляних робіт» (1968), «Радянське поліграфічне машинобудування» (1969), «Потрібне око та око» (1970) тощо. 
Автор сценаріїв фільмів (документальних, науково-популярних, мультиплікаційних і телевізійних): «Співець моря» (1957), «Ми — туристи» (1965), «Попелюшка-67» (1967), «Знайомтесь, кальмари» (1968), «Безпека праці на заводах первинного виноробства» (1969, Перший приз і Золота медаль Міжнародного кінофестивалю, Будапешт, 1970, Перший приз і диплом Всесоюзного кінофестивалю, Москва, 1970), «Вогненний рядок у небо» (1970), «Ми з Тамарою» (1971) та ін.